# Fantsnäs
Fantsnäs är en by i Lovisa stad i landskapet Nyland i Finland.
Fantsnäs område var från början på båda sidorna av Degerby (Märtlax, Lovisa) viken och bestod av hela Valkom området och öar utanför området. Tillhörde Pernå före inkorporering 1956 då Lovisa stad övertog Valkom hamn med närliggande områden. I de äldsta jordeböckerna från 1543 nämns "Fantznes i Merttelax". Ägare har varit släkten Lille (Wildeman) i början på 1500-talet samt Golowitz i början av 1600-talet. Golowitz donerade området till släkten Creutz på Storsarvlaks. Efter detta ägdes Storsarvlaks av von Morian och von Born. Fantsbäs ärvdes av Karin von Born, vars ättlingar (Ramsay) ännu idag äger en del av området. Namnet Fant tyder på att stället har sitt ursprung i lotsning, kanske redan då Viborgs slott byggdes. På 1700- och 1800-talen var stället lotställe, som lotsade båtar från lovisa till Stockholm. Första kommendanten på Svartholm, Hägerflyght, bodde på Fantsnäs och började antagligen bygga det översteboställe, som ännu står kvar.